# Hawise di Chester
Hawise di Chester, I contessa di Lincoln (Chester, 1180 – 6 giugno 1241 (oppure 3 maggio 1243)), figlia di Ugo di Kevelioc e sorella di Ranulph de Blondeville, IV conte di Chester.

## Biografia
Hawise di Chester nacque nel 1180 a Chester, la sua famiglia era imparentata con il re, infatti sua nonna era Matilde di Gloucester, nipote di Enrico I d'Inghilterra, ed era cugina di Enrico II d'Inghilterra.
Nel 1181 Hawise perse il padre, questi aveva combattuto contro il re nella rivolta del 1173-1174 ed il sovrano gli aveva confiscato titoli e beni, successivamente però Ugo di Kevelioc lo aveva supportato nelle sue campagne contro gli irlandesi e per questo si era visto restituire le proprietà nel 1177. Alla morte del padre il titolo di conte andò al fratello Ranulph de Blondeville, IV conte di Chester. Nel 1232 perse anche il fratello ereditando da lui il castello di Bolingbroke ed altre proprietà oltre al titolo di contessa di Lincoln. L'anno prima di morire Ranulph de Blondeville aveva rinunciato formalmente al titolo per donarlo alla sorella, l'atto era stato sottoscritto in un documento firmato dal re Enrico III d'Inghilterra che la fece contessa il 27 ottobre 1232. Tuttavia decise di non tenere per sé quest'onore e lo cedette alla figlia ed al genero, nello stesso modo in cui lo aveva avuto lei, il 23 novembre 1232.
Sulla data della sua morte resta l'incertezza, alcune fonti la collocano il 6 giugno 1241 ed altre il 3 maggio 1243. Lei ed il marito, Robert de Quincy, morirono insieme a Londra avvelenati per sbaglio da un monaco cistercense che avrebbe dovuto preparargli un medicamento.
Prima del 1206 Hawise sposò Robert de Quincy e dal loro matrimonio nacque una figlia:
- Margaret de Lacy, II contessa di Lincoln (circa 1206 - marzo 1266)